# 相賀 (島田市)
相賀（おおか）は静岡県島田市の大字。

## 地理
島田市の北部、大長地区の中部に位置する。東で伊太・尾川・千葉、西で伊久美・鵜網・神座、南で牛尾、北で藤枝市滝沢と接する。

### 山岳
- 千葉山

### 河川
- 大井川
- 相賀谷川

## 歴史

### 町名の由来
大鋸（おおが）の意で、木挽職人が多く住んでいたことに由来する。

### 沿革
- 1889年（明治22年）4月1日 - 町村制の施行により、志太郡相賀村が周辺の村と合併し、志太郡大長村となる[WEB 7]。旧村名は大長村の大字として残る[WEB 8]。
- 1955年（昭和30年）1月1日 – 大長村が島田市に編入される。

## 施設
- 静岡県大井川広域水道企業団 本部・相賀浄水場
- 特種東海製紙相賀発電所
- 向田公園
- 白山神社
- 曹洞宗 養徳寺
- 曹洞宗 洞徳寺
- 曹洞宗 瑞雲寺

## 交通

### バス
- 島田市コミュニティバス
  - 伊久身線：（島田駅前 方面 - ）柳島 - 北中学校 - 相賀橋 - 渡口（ - 御堂沢 方面）
  - 相賀線：（島田駅前 方面 - ）柳島 - 北中学校 - 相賀橋 - 渡口 - 赤松発電所 - 宮沢 - 広長橋 - 杉沢下 - 相賀小学校 - 杉沢上 - 寺前橋 - 禰宜地上 - 高山 - 和田寿公会堂 - 和田 - 後畑入口 - 西の谷橋 - 養徳寺入口 - 上相賀橋 - 上相賀
  - 川根温泉線：（島田駅前 方面 - ）柳島 - 北中学校 - 相賀橋 - 渡口（ - 川根温泉ホテル 方面）

### 道路
- 静岡県道64号島田川根線
- 静岡県道81号焼津森線

## その他

### 学区
小学校・中学校の学区は以下の通りである。
| 番・番地等 | 小学校                 | 中学校                 |
| ---------- | ---------------------- | ---------------------- |
| 全域       | 島田市立島田第一小学校 | 島田市立島田第一中学校 |

### 警察
警察の管轄区域は以下の通りである。
| 番・番地等 | 警察署     | 交番・駐在所 |
| ---------- | ---------- | ------------ |
| 全域       | 島田警察署 | 稲荷交番     |

### WEB
1. ↑  “h02_22.csv”.   総務省 (2022年2月10日). 2025年7月18日閲覧。
2. ↑  “静岡県島田市相賀 (222095300)”.   人文学オープンデータ共同利用センター. 2025年7月18日閲覧。
3. ↑  “静岡県 > 島田市の郵便番号一覧 - 日本郵便株式会社”.   日本郵便. 2025年7月18日閲覧。
4. ↑  “市外局番の一覧”.   総務省 (2022年3月1日). 2025年7月18日閲覧。
5. ↑  “事業所案内及び管轄地域（事務所3件、分室3件）”.   一般社団法人静岡県自動車会議所. 2025年7月18日閲覧。
6. ↑  “解説ページ”.   株式会社エア. 2025年7月18日閲覧。
7. ↑  “historyofcities.pdf”.   静岡県総務部合併推進室・財団法人静岡県市町村振興協会. 2025年7月18日閲覧。
8. ↑  “解説ページ”.   株式会社エア. 2025年7月18日閲覧。
9. ↑  “学区一覧 - 島田市公式ホームページ”.   島田市 (2024年4月1日). 2025年7月18日閲覧。
10. ↑  “稲荷交番｜静岡県警察”.   静岡県警察 (2023年7月18日). 2025年7月18日閲覧。